# Mesochorinae
Mesochorinae (лат.) — подсемейство паразитических наездников семейства Ichneumonidae из отряда перепончатокрылые. Небольшое подсемейство насекомых, насчитывает 12 родов.

## Описание
Наездники мелких и средних размеров, переднее крыло как правило менее 1 см (от 2 до 14 мм). Жвалы с 2 зубцами. Лицо и наличник не разделены бороздкой а слиты в единую поверхность. Зеркальце переднего крыла ромбическое, большое. Лапки с гребенчатыми коготками. Личинки — гиперпаразиты других паразитических ихневмонид (реже паразитических мух-тахин), развивающихся в гусеницах бабочек, личинках жуков и перепончатокрылых. Встречаются повсеместно.

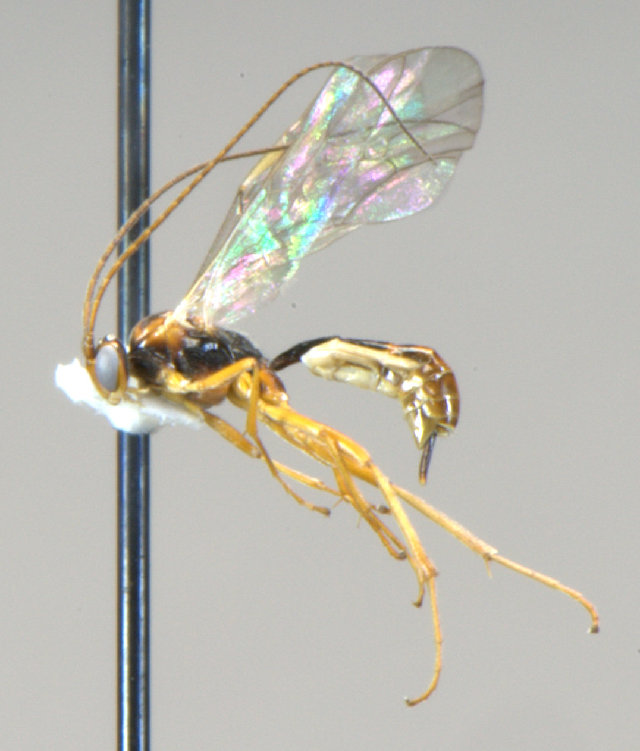
Mesochorus prolatus
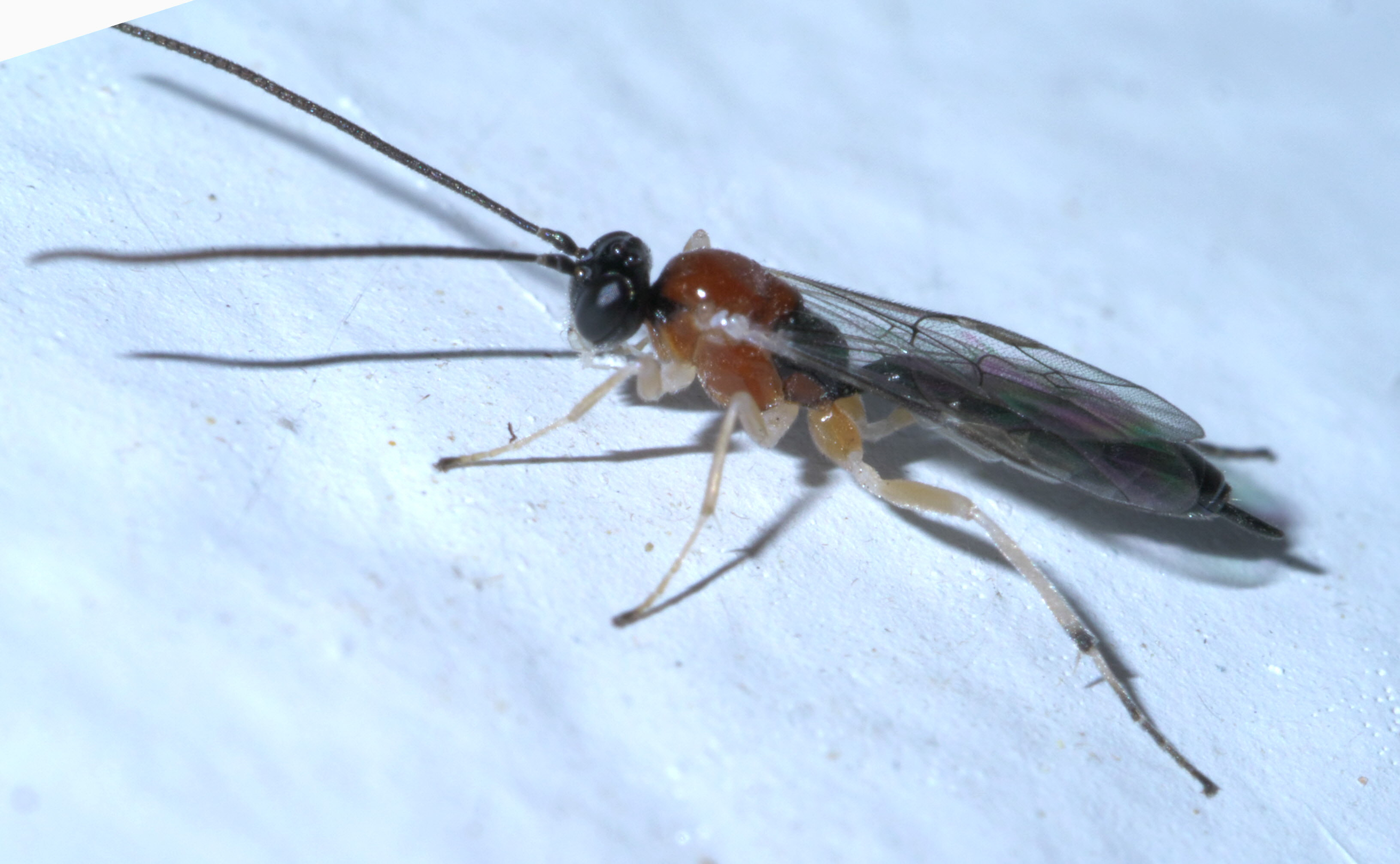
Mesochorinae sp.
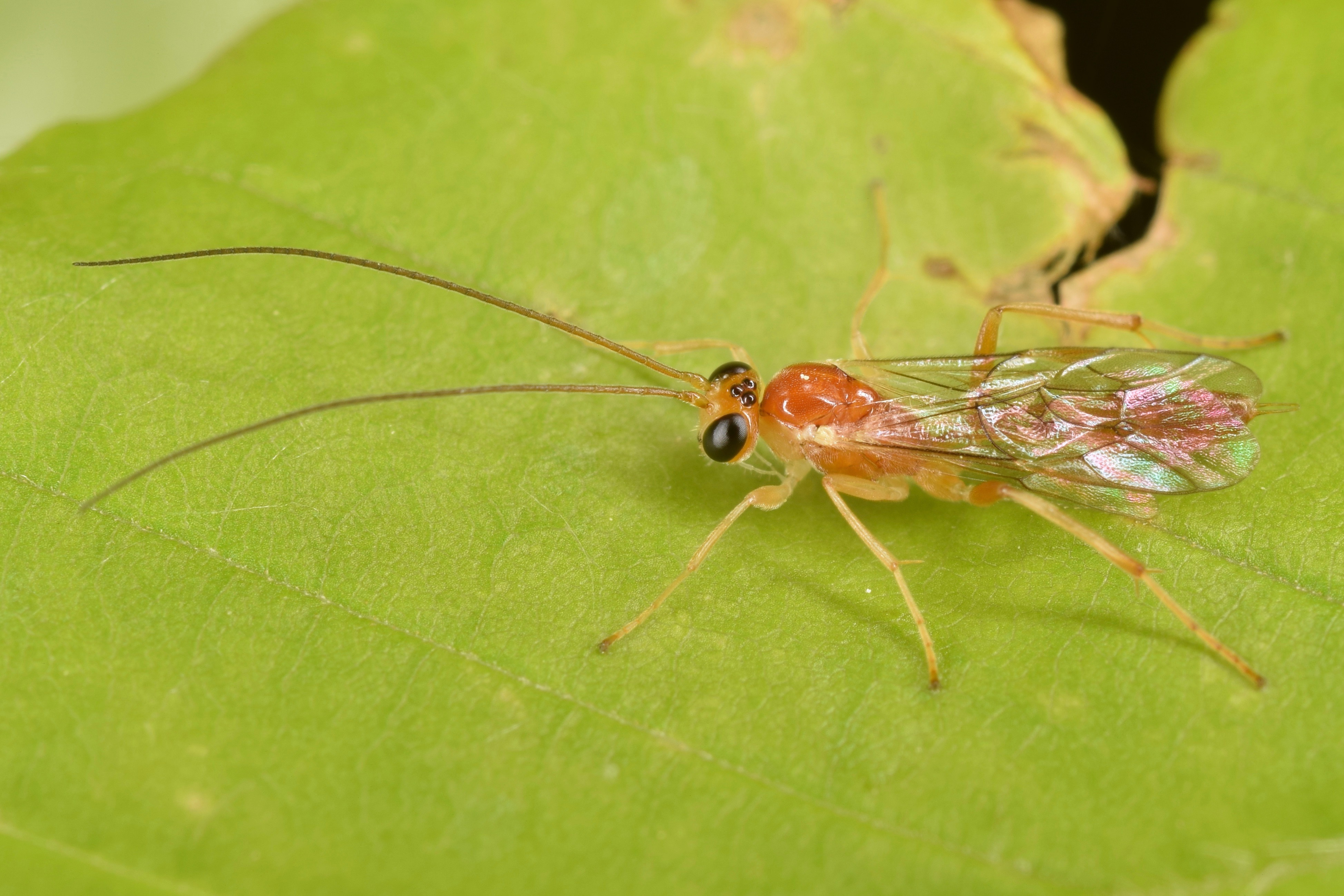
Mesochorus sp.

## Систематика
Мировая фауна включает 12 родов и около 860 видов (большинство из рода Mesochorus), в Палеарктике — 8 родов и около 400 видов. Фауна России включает 4 рода и 100 видов наездников-ихневмонид этого подсемейства.
Среди всех около 40 подсемейств ихневмонид Mesochorinae включены в группу Ophioniformes, где относятся к кладе, содержащей ((Ctenopelmatinae и родственники, включая Metopiinae) + «высшие Ophioniformes»).
Некоторые роды подсемейства:
- Artherola Wahl, 1993
- Astiphromma Förster, 1869[9]
- Chineater Wahl, 1993
- Cidaphus Förster, 1869
- Dolichochorus Strobl 1904[10]
  - = Thamester Wahl, 1993[5]
    - Dolichochorus japonicus (Wahl, 1993)
- Latilumbus Townes, 1971[11]
- Lepidura Townes, 1971[12]
- Mesochorus Gravenhorst, 1829[13][14]
- Planochorus Schwenke, 2004
- Plectochorus Uchida, 1933[15]
- Varnado Wahl, 1993[5]